# 千葉惠
千葉 恵（ちば けい、1955年 - ）は、日本の哲学者。北海道大学名誉教授。

## 略歴
宮城県古川市出身。
1973年宮城県古川高等学校卒業。1977年慶應義塾大学法学部卒業。1984年同大学院文学研究科哲学専攻博士課程単位取得満期退学。1990年オックスフォード大学哲学専攻博士課程修了。北海道大学助教授などを経て同大文学部教授、特任教授。2020年3月退官。

## 著書

### 単著
- 『アリストテレスと形而上学の可能性』（勁草書房, 2002年）
- 『信の哲学』上下巻(北海道大学出版会、2018年)

### 編著
- 『老い翔る』（北海道大学出版会, 2011年）
- 『笑い力』（北海道大学出版会, 2011年）